# Ľubomír Ftáčnik
Ľubomír Ftáčnik (Bratislava, 30 ottobre 1957) è uno scacchista slovacco (cecoslovacco fino al 1992), Grande maestro.
Vinse il campionato europeo juniores (under-20) del 1976/77 e divenne Grande Maestro nel 1980.
Fu quattro volte campione della Cecoslovacchia (1981, 1982, 1983 e 1985).
Partecipò dal 1980 al 2008 a 14 olimpiadi degli scacchi, sette volte con la Cecoslovacchia e sette con la Slovacchia. Giocò ben 182 partite, col risultato di +57 =102 –23 (59,3%). Vinse la medaglia d'argento di squadra nel 1982 alle Olimpiadi di Lucerna.
Tra i principali risultati di torneo i seguenti:
- 1980 : =1º a Cienfuegos
- 1981 : =1º a Dortmund
- 1982 : 1º a Esbjerg
- 1983 : 1º a Trnava
- 1987 : 1º a Altensteig e all'open di Baden-Baden
- 1988 : =1º all'open di Lugano
- 2006 : =1º al National Open di Las Vegas, 1º al Carolina del Sud open

Nel 1987 pareggiò un match col fortissimo grande maestro bulgaro Kiril Georgiev.
Ha scritto diversi libri di scacchi, tra cui "Winning the Won Game" (con Danny Kopec, edito da Batsford-Chrysalis nel 2004) e "Manila izt 1990" (con Igor Stohl, edito da Prazska Šachova Agentura nel 1990).
Ha raggiunto il massimo Elo in aprile 2001, con 2618 punti.